# Málfríður Erna Sigurðardóttir
Málfríður Erna Sigurðardóttir (Reykjavík, 30 maggio 1984) è una calciatrice islandese, difensore dello Stjarnan.

## Palmarès

### Club
- Campionato islandese: 8

Valur: 2004, 2006, 2007, 2008, 2009, 2010, 2019
Breiðablik: 2015
- Coppa d'Islanda: 7

Valur: 2001, 2003, 2006, 2009, 2010, 2011
Breiðablik: 2016